# Benfica (Extramuros)
Benfica (Extra-Muros) foi uma extinta freguesia do concelho (atual município) de Oeiras. Existiu durante pouco mais de dez anos (18 de Junho de 1886 a 26 de Setembro de 1895).

## Antecedentes
Entre 1885 e 1886 o governo procedeu a uma profunda reforma na organização do espaço de Lisboa e dos concelhos limítrofes, tendo em vista aumentar as receitas fiscais do município da capital através do aumento da sua área geográfica, que desta forma mais que quadruplicou a sua superfície inicial; todos os produtos entrados e saídos da cidade eram sujeitos ao imposto de consumo e ao chamado real de água.
Assim, o governo legislou no sentido de fazer coincidir os limites do concelho com a nova Estrada da Circunvalação de Lisboa, que então se encontrava em construção, e que partiria de Algés, a ocidente da cidade, até alcançar Sacavém, a nordeste.
Por carta de lei de 18 de Julho de 1885, o governo (então presidido pelo regenerador Fontes Pereira de Melo) suprimiu o concelho de Belém, e incorporou a maior parte do território das freguesias que o constituíam no concelho de Lisboa (se as mesmas se encontravam aquém da Estrada da Circunvalação), integrando no concelho limítrofe dos Olivais as partes que ficavam fora da referida Estrada.
Desta forma, passaram para Lisboa a totalidade das freguesias da Ajuda e de Belém, a maior parte das de Carnide e do Lumiar e a parte até então extra-muros das de Alcântara, Santa Isabel e São Sebastião da Pedreira, e para o concelho dos Olivais a freguesia de Odivelas. Quanto à gigantesca freguesia de Benfica, viu-se repartida em duas metades pela Estrada da Circunvalação – Benfica (Intra-Muros), que ficou a pertencer à cidade de Lisboa (e cujo território se reparte hoje pelas actuais freguesias de Benfica e São Domingos de Benfica), e Benfica (Extra-Muros), que foi integrada no concelho de Oeiras. A solução adoptada no caso de Benfica não foi repetida com as freguesias do Lumiar e de Carnide, cujos territórios situados a norte da Estrada da Circunvalação não deram lugar à constituição de duas novas freguesias (Intra e Extra-Muros), tendo ao invés sido anexadas à freguesia de Odivelas, que passou a ser oficialmente designada (até Julho de 2001) como Odivelas (Lumiar e Carnide); no ano seguinte, contudo, aquando da extinção do concelho dos Olivais, voltaria a ocorrer a divisão de uma paróquia pela Estrada da Circunvalação, tendo nascido duas novas freguesias que adoptaram uma designação semelhante: as de Sacavém (Intra-Muros), em Lisboa, e Sacavém (Extra-Muros), em Loures.

## Criação e extinção da freguesia
A nova freguesia de Benfica (Extra-Muros) incluía os lugares a nordeste do velho núcleo de Benfica, entre os quais as povoações de A-da-Maia, Alfragide, Buraca, Carenque, Da Correia, Falagueira, Mina, Noudel, Porcalhota e Venda Nova, tendo a mesma sido integrada no vizinho concelho de Oeiras. No entanto, a nova freguesia teve curta existência, sendo extinta pouco mais de dez anos volvidos, por decreto de 26 de Setembro de 1895, através do qual não apenas a freguesia de Benfica Extra-Muros foi suprimida (sendo os seus lugares anexados à freguesia de Belas, em Sintra), como até o próprio concelho de Oeiras foi extinto, passando a freguesia de Barcarena e os lugares de Benfica Extra-Muros para Sintra, e as de Carcavelos, Carnaxide e Oeiras e São Julião da Barra para Cascais.
No entanto, a supressão do concelho de Oeiras pouco durou, tendo o mesmo sido recriado com praticamente o mesmo território (excepto a freguesia de Carcavelos, que desde então permaneceu integrada em Cascais) por decreto de 13 de Janeiro de 1898. As povoações que haviam integrado Benfica Extra-Muros não foram, porém, de novo autonomizadas em freguesia própria, tendo passado administrativamente de Belas (onde se encontraram durante pouco mais de dois anos) para Carnaxide (onde permaneceriam ao longo dos 18 anos seguintes).
Foi durante a integração dos antigos territórios de Benfica Extra-Muros em Carnaxide que o conjunto urbano servido pela Linha de Sintra começou a ganhar expressão demográfica e coesão territorial, tendo os habitantes do sítio da Porcalhota solicitado ao rei D. Carlos que aquela povoação fosse renomeado para Amadora, o que aconteceu por despacho de 28 de Outubro de 1907. O crescimento continuado deste núcleo povoacional levou a que o Congresso da República decidisse criar, no território da antiga freguesia de Benfica Extra-Muros, uma nova freguesia, separada da freguesia de Carnaxide e à qual se seu deu o novo nome de Amadora, pela Lei n.º 513 de 17 de Abril de 1916, e que permaneceria integrada em Oeiras até se transformar, ela própria, em sede do concelho homónimo, em 1979.